# Мангров
Мангров (англ. Mangrove Lake) — второе по величине озеро (после Харрингтона) на Бермудских Островах. Высота над уровнем моря — 6 м.
Как и многие из бермудских озёр, оно имеет солоноватую воду, так как расположено недалеко от Атлантического океана и бывает затопленным во время шторма.
Озеро лежит на границе между округами Смит и Гамильтон к востоку от Харрингтона. Оно является домом для крупнейшей популяции эндемичных Fundulus bermudae и является ведущим местом для наблюдения за птицами; перелётные птицы останавливаются здесь на своём путешествии через Атлантику.
Небольшое озеро, Тротт, расположено в 800 м на северо-востоке.